# بازاریابی ماهی

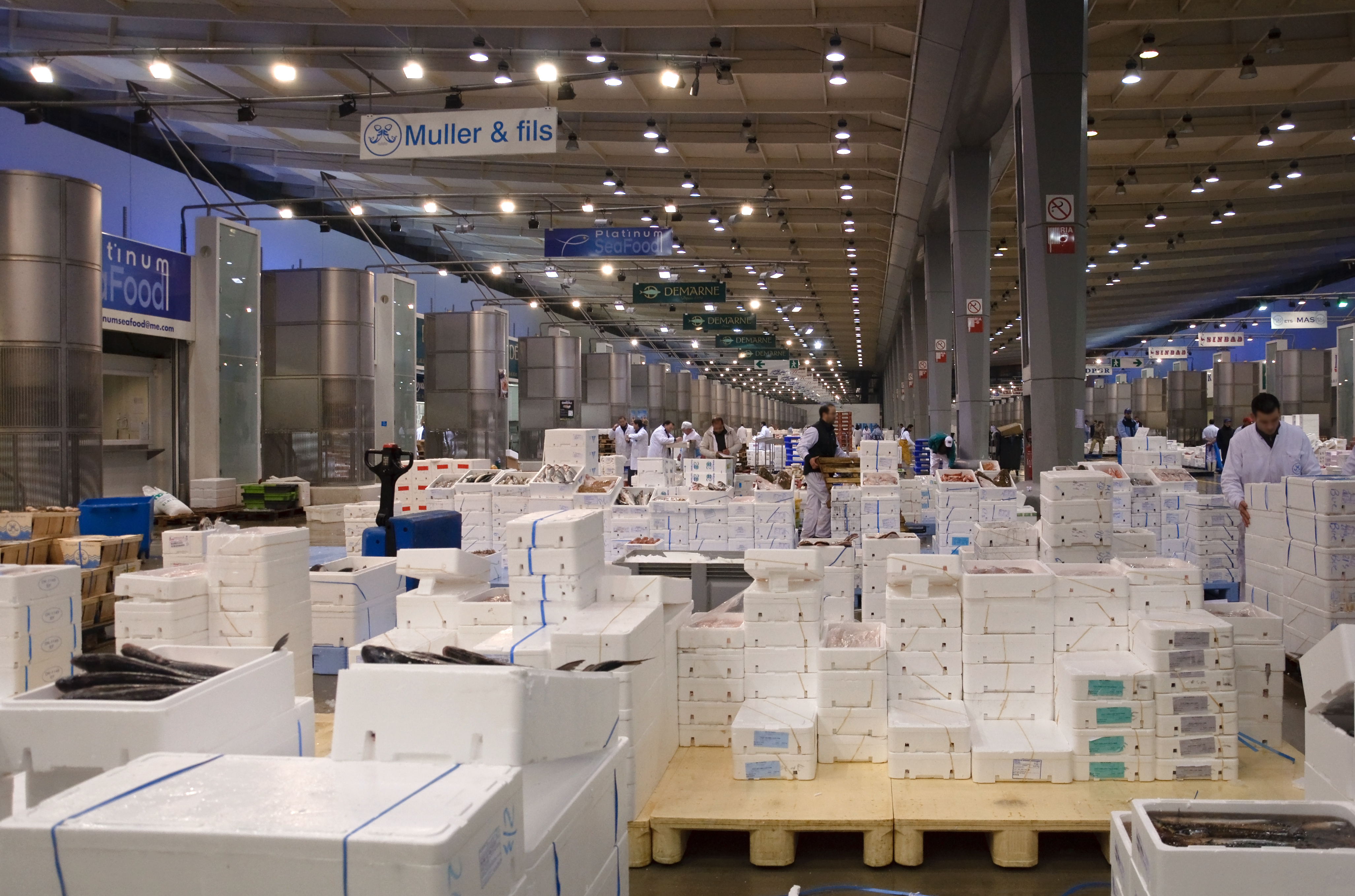
غرفه ماهی تازه بازار بین‌المللی Rungis، فرانسه.

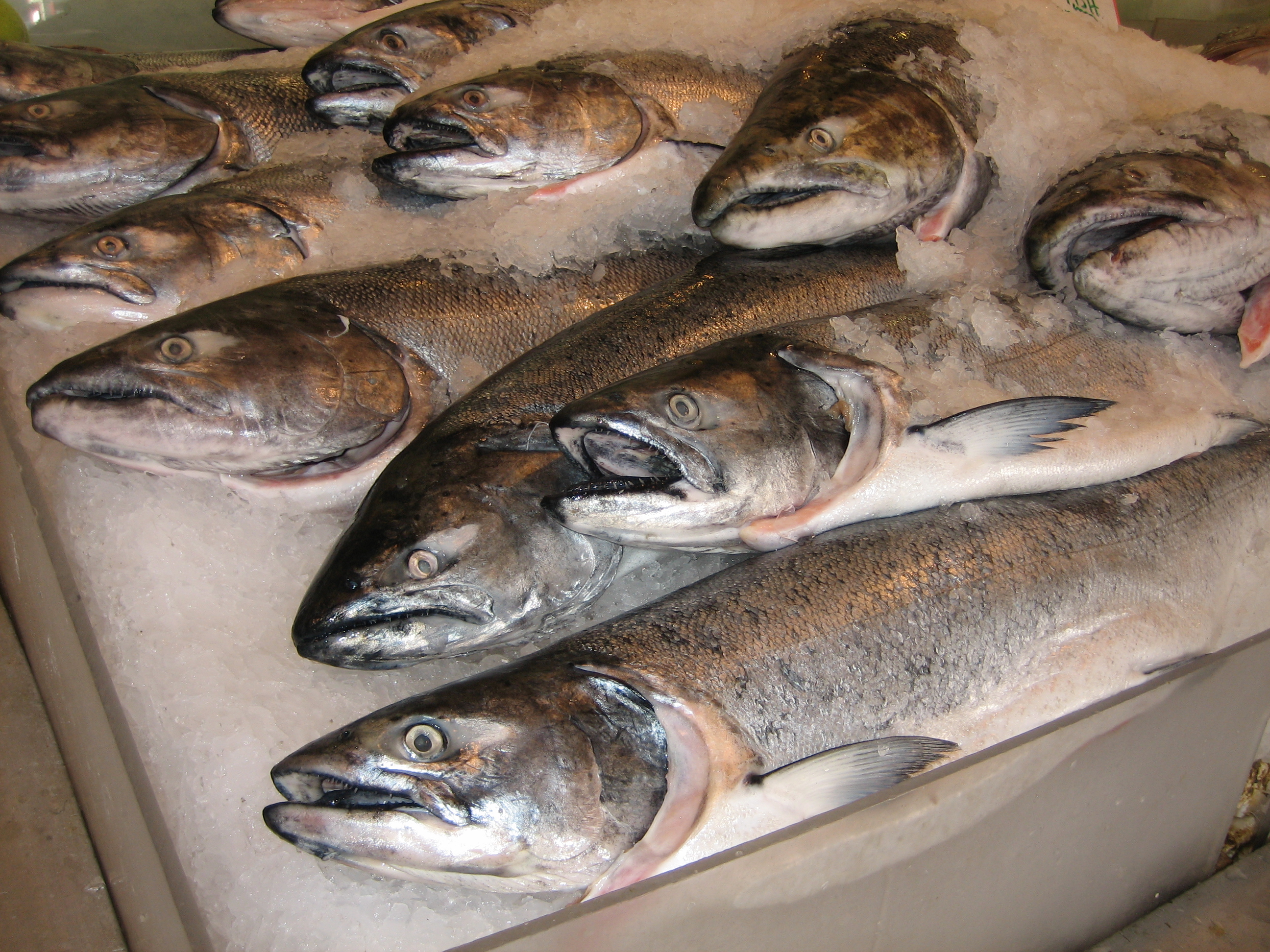
ماهی آزاد برای فروش در بازار ماهی

بازاریابی ماهی (به انگلیسی: Fish marketing) نوعی بازاریابی و فروش فرآورده‌های ماهی است.

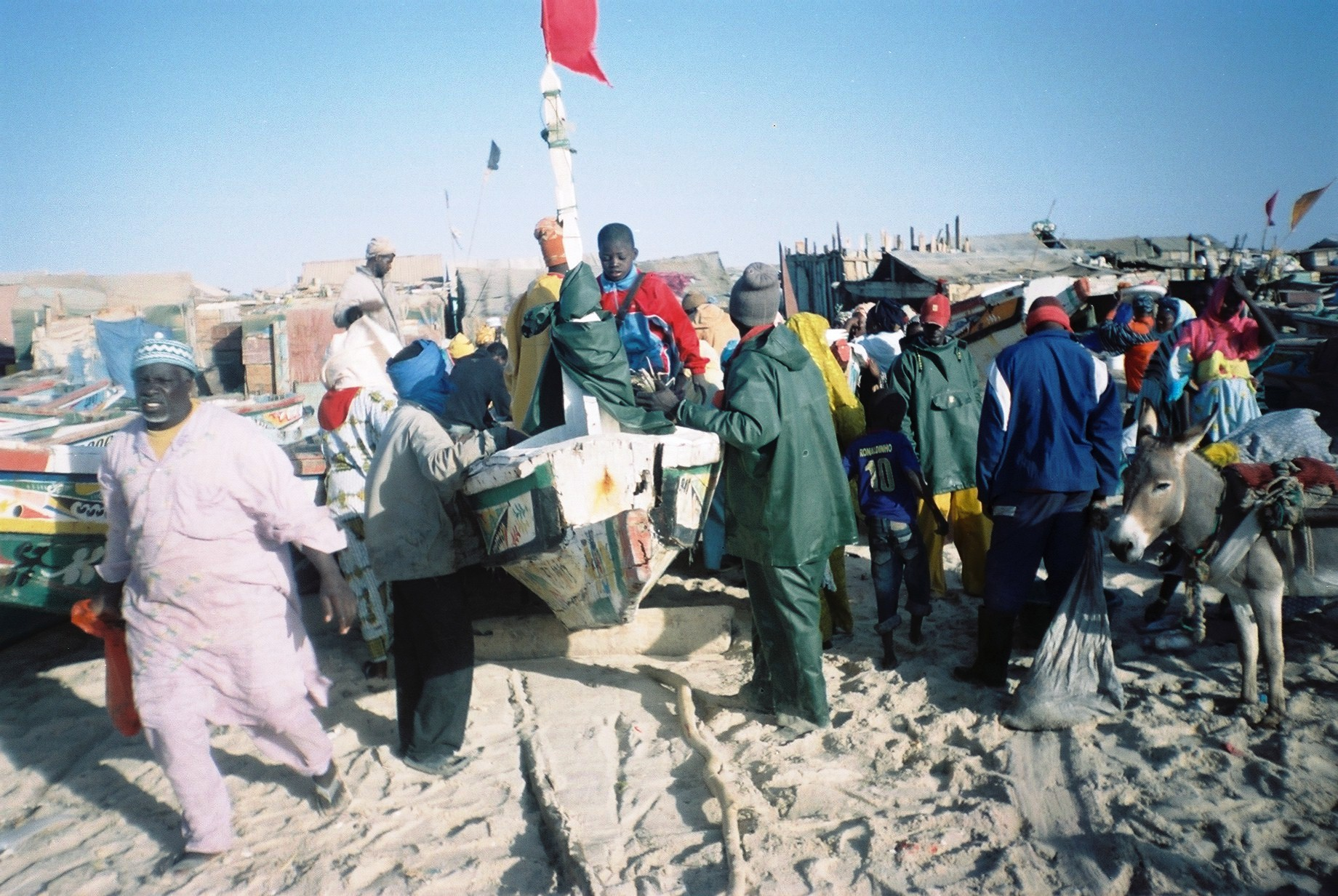
بازار ماهیگیری نواکشوت، موریتانی